# Banco Santiago del Estero
El Banco Santiago del Estero es la entidad financiera más importante de la provincia de Santiago del Estero. Es un banco comercial principalmente al mercado financiero minorista, además es el principal agente financiero del Estado de la provincia de Santiago del Estero. Es propiedad de Grupo Ick y está asociada con Tarjeta Sol (Mercurio S.A.).
Tiene la casa central ubicada en la Avenida Belgrano 529, Ciudad de Santiago del Estero. También cuenta con varios centros de pagos y diversas sucursales en el interior de la provincia, así como sucursales en la Ciudad Autónoma de Buenos Aires, Córdoba, Catamarca, Tucumán, Salta y Jujuy.

## Historia

### Primeros años
En 1910, con la instalación del Banco Español del Río de la Plata primero y el 18 de diciembre de 1911, con la inmediata creación privada local del entonces llamado “Banco Comercial y Edificador de Santiago del Estero”, la provincia se incorporaba plenamente al naciente sistema bancario argentino, por la iniciativa de un joven emprendedor santiagueño de solo 37 años, Luis Suárez, que junto a un grupo de vecinos lo fundó con un capital inicial de m$n500 000, que pronto debió ser ampliado a m$n1 000 000.
El entonces gobernador Manuel Argañaraz creaba las jefaturas políticas departamentales en el interior, pero a su vez, también resultaba un problema la existencia de un reñidero de gallos a sólo 1 cuadra y media de la plaza principal. Acompañaron a Luis Suárez en la creación del primer Banco santiagueño, personalidades tales como Baltasar Olaechea y Alcorta, Pablo y Jaime Verdaguer, el Dr. David García, Juan Berraondo, Enrique Ballestrini (hijo), Modesto González, Manuel Suffloni, Augusto Helman, Alfredo Ricci y Manuel Ruiz, entre muchos otros.
Sin embargo, la evolución del Banco resultó de tal magnitud que, a poco más de una década de su fundación, ya en el año 1923 y siempre bajo la gerencia de Luis Suárez, ahora secundado por el contador Andrés Pereda, su movimiento de caja era de m$n35 000 000 anuales, aproximadamente 10 millones de dólares actuales. Otorgaba créditos de 5 a 25 años de plazo, fundamentalmente para la construcción privada de viviendas, que figuraban en el Registro de Propiedad, desde el primer día, a nombre del dueño del terreno.

### Crisis de posguerra
El Banco Edificador pudo atravesar la crisis de la primera posguerra desde el año 1918, la grave crisis económica de los años 1929 y 1930 obligó a los accionistas privados a acordar una capitalización pública en el año 1932, bajo la gobernación de Juan Castro, que lo transformó de banco privado en un banco de propiedad mixta que, mediante la ley provincial 1.144 del 17 de abril pasó a llamarse Banco de la Provincia de Santiago del Estero, con un capital inicial de m$n3 000 000, solo poco más de 600 000 dólares actuales.
Ese mismo año 1932 el Banco viabilizo la emisión de m$n12 000 000 de bonos de deuda pública provincial. En el año 1936, al cumplir sus 25 años, su capital ya había ascendido a m$n185 000 000 anuales, unos 47 millones de dólares actuales, en concepto de movimientos de caja, cuentas corriente, descuentos y giros bancarios.
Su directorio estaba presidido por Alfredo Ricci y lo acompañaban Edverto de la Vega, José Casanova, Manuel Barthe, Héctor Bonacina, Federico Salaverry, Octavio Latapié y Ramón de la Rúa, entre otros. En el año 1935 se había creado el Banco Central de la República Argentina (BCRA), que reformuló y reconstruyó el sistema bancario, muy debilitado por la referida crisis de los años 1929 y 1930.

### Estatización
En el año 1953, un año emblemático en el ciudad capital de Santiago del Estero cumplía los 400 años y fue sede por un día del Poder Ejecutivo Nacional presidido por Juan Domingo Perón, durante la gobernación de Francisco Javier González, mediante la sanción de la ley provincial 2.939 el Banco se transformó nuevamente, en términos organizacionales y de su propiedad.
Ahora pasó a ser un ente autárquico del Gobierno local, denominándose "Banco de la Provincia de Santiago del Estero". En esa condición de banca enteramente pública festejó en el año 1961 sus Bodas de Oro, de 50 años de vida operativa continua, alcanzando un capital cercano a los m$n200 000 000, casi 47 millones de dólares, con un aporte del 50 % facilitado por el BCRA.
El efecto del impuesto inflacionario que, bajo gestión mixta y pública, sólo pudo mantener constante el capital del Banco durante los 25 años del período 1936-1961.

### Primeras sucursales
Empezaron a incorporar las primeras sucursales en el interior de la provincia, que seguían las principales líneas ferroviarias, tales como La Banda, Añatuya, Suncho Corral, Frías, Sumampa y Quimilí, se le añadieron, como agencias móviles del Banco, Selva, Bandera, Tintina, Termas de Río Hondo, Pinto, Loreto, Ojo de Agua, Monte Quemado y Nueva Esperanza.
En 1961, ya durante la gobernación de Eduardo Miguel, se habilitó una sucursal de primera categoría especial del Banco de la Provincia en la céntrica calle Florida de la Ciudad de Buenos Aires.
En el año 1971 el Banco Provincia, con 340 empleados, ya disponía de 20 filiales en el interior. Se habían habilitado Fernández, Clodomira, Colonia Dora y Los Juríes, en ese orden cronológico. A lo largo de sus primeros 60 años de vida, el Banco había acordado préstamos por un monto total acumulado de más de m$n9 100 000 000 o 91 millones de pesos ley (vigentes entre los años 1970 y 1983).

### Privatización y fusión
El 2 de septiembre de 1996 luego de un proceso licitatorio público nacional e internacional en el que participaron distintos oferentes, se adjudicó al Grupo Ick y al Banco Florencia S.A. el control de la entidad. La entidad estaba quebrada, como en su momento la provincia, que venía del estallido social del Santiagueñazo en 1993 y la Intervención Federal. Entonces, el grupo asumió el Banco de la Provincia de Santiago del Estero, ya bajo con el nombre de Banco de Santiago del Estero S.A., actualmente conocido por sus siglas BSE.
Un tiempo después el Banco de Santiago del Estero absorbió al Banco Florencia finalizando el proceso que se inició dos años atrás con la privatización del Banco Santiago. El Banco Central de la República Argentina aprobó el traspaso de la entidad provincial a sus dueños privados. En esa oportunidad, la autoridad monetaria puso como condición la fusión de ambos bancos para dar su visto bueno.
La operación implica el cese de actividades del Florencia, que inició sus negocios en 1978 como financiera para transformarse en seis años después, en un banco.
El Banco Florencia era propiedad de la familia Brunet (ex dueños de Algas), que poseía más del 83 % del paquete. El resto se divide entre accionistas menores. La entidad controla a su vez el 71,25 % del Banco Santiago, que capitalizaría en 6 millones de dólares. Esa cantidad se integrará periódicamente (ya desembolsó un 25 %) hasta elevar el patrimonio por encima de los 22 millones de dólares.

### Actualidad
Jorge González y Néstor Carlos Ick (1937-2023) entidad en la que ocupó la presidencia del Directorio y se destacó como miembro del Comité Ejecutivo por ese entonces, asumieron el compromiso de conducir el Banco de Santiago del Estero S.A. Actualmente, su hijo, Gustavo Eduardo Ick, es el presidente del BSE.
El Banco Santiago del Estero avanzó en un gradual, pero muy sostenido proceso de expansión regional que lo lleva a contar actualmente con sucursales y 140 cajeros automáticos en 7 provincias del país como Santiago del Estero, Tucumán, Ciudad Autónoma de Buenos Aires, Córdoba, Catamarca, Salta y Jujuy.

## Autoridades

### Principales autoridades
- Presidente: Gustavo Eduardo Ick
- Vicepresidente: Jorge Fabián González
- Directores Titulares:
  - Manuel Brunet
  - Stella Teresita Ríos de Brizuela
  - María Josefina Zabala

### Comité ejecutivo
Titulares
- Gustavo Eduardo Ick
- Jorge Fabián González

Suplentes
- Stella Teresita Ríos de Brizuela

### Comisión fiscalizadora
Síndicos titulares
- Rubén Gustavo Ainete
- Fernando Literas
- Carlos Arturo Mulki

### Gerencias
- Gerente General: José Sebastián Conte Corvalán
- Gerente de Administración e Información: Gustavo Abeijón Mukdsi
- Gerente Comercial: Diego Barrionuevo
- Gerente de Auditoría Interna: Dario Garnica
- Gerente de Tecnología Informática y Sistemas: Lionel Perotti
- Gerente de Gestión de Riesgos: Hernán Nuñez
- Gerente de Operaciones: Carlos Dario Perin
- Gerente de Sucursales: Víctor M. Coronel
- Gerente de Seguridad Física: Gerónimo Giménez

## Controversia con el Nuevo Banco de La Rioja
En diciembre de 2000, el Banco Santiago del Estero S.A. resultó adjudicatario de la licitación para adquirir el 70 % del capital accionario y administrar el Nuevo Banco de La Rioja S.A., como agente financiero del gobierno de la provincia de La Rioja. En diciembre de 2001 se concretó la toma de posesión iniciándose un proceso de reestructuración integral.
En 2012, con mayoría del oficialismo, se aprobó en La Rioja el proyecto de ley enviado por el gobernador Luis Beder Herrera que regresa El Nuevo Banco de La Rioja S.A a manos del Estado. El mandatario expresó que además de la expropiación de las acciones, se hará la presentación de una acción judicial por resarcimiento “de los daños que ha ocasionado el Nuevo Banco de La Rioja”. El empresario se mantuvo en boca de los medios nacionales al ser procesado por la jueza Sandra Arroyo Salgado junto Carlos Pagni, Roberto García, Edgard Mainhard y Daniel Raimundes por encubrimiento en la causa que investiga una asociación ilícita que espiaba a referentes de la escena política y tenía a la cabeza al “Tata” Yofre. Dicha causa recibió el pedido de elevación a juicio oral en diciembre de 2014, aunque se mantiene paralizada por un pedido de nulidad presentado en marzo por Yofre.
Las acciones expropiadas estaban en manos del Grupo Ick, que tiene a la cabeza por ese entonces al empresario santiagueño Néstor Carlos Ick. El Grupo mantenía el 70 % de las acciones a través de Banco Santiago del Estero S.A, entidad que fue adquirida por el empresario en 1996 durante el gobierno de Carlos Juárez cuando se decidió su privatización. 
Desde diciembre del año 2000, el Banco de La Rioja se mantenía en manos del Grupo y el acuerdo debía mantenerse por un lapso de 20 años. Para el gobernador Beder Herrera ya se cumplieron 15 años y, a su criterio, el banco no mantiene una política bancaria activa. Según el fiscal de Estado, el Grupo Ick generó daños y perjuicios “por 604 millones de pesos al incumplir disposiciones contractuales”, demanda que el Grupo empresarial calificó de “absurda”.
Luego de la expropiación, el Grupo Ick respondió mediante un comunicado y rechazó haber incumplido cláusulas respecto al contrato de concesión, advirtió que iniciaran acciones judiciales y en profundidad se detallaron “acciones civiles y/o penales contra los funcionarios y particulares que pudieren participar en estos hechos ilícitos o violatorios de obligaciones contractuales asumidas”.